# پل فان دو روارت
پل فان دو روارت (انگلیسی: Paul van de Rovaart; ۲۴ ژانویهٔ ۱۹۰۴ – ۲۴ نوامبر ۱۹۹۵) بازیکن هاکی روی چمن اهل پادشاهی هلند بود.